# (11916) Wiesloch
(11916) Wiesloch (1992 ST17) – planetoida z grupy pasa głównego asteroid okrążająca Słońce w ciągu 3,65 lat w średniej odległości 2,37 j.a. Odkryta 24 września 1992 roku.